# Gli specialisti
Gli specialistiis een spaghettiwestern uit 1969, geregisseerd door Sergio Corbucci en in de hoofdrol Johnny Hallyday. De film is een Italiaans, Frans en West-Duitse co-productie en tevens uitgebracht onder de titels The Specialists en Drop Them or I'll Shoot.

## Verhaal
| Acteur                     | Personage                              |
| -------------------------- | -------------------------------------- |
| Johnny Hallyday            | Hud Dixon                              |
| Gastone Moschin            | Sheriff Gideon Ring                    |
| Françoise Fabian           | Virginia Pollicut                      |
| Sylvie Fennec              | Sheba                                  |
| Mario Adorf                | Francisco Rafael Pacorro ("El Diablo") |
| Angela Luce                | Valencia                               |
| Serge Marquand             | Boot                                   |
| Gino Pernice               | Cabot                                  |
| Andrés José Cruz Soublette | Rosencrantz                            |
| Gabriella Tavernese        | Apache                                 |
| Stefano Cattarossi         | Kit                                    |
| Christian Belegue          | Buddy                                  |
| Renato Pinciroli           | Lord                                   |
| Lucio Rosato               | hulpsheriff                            |
| Remo De Angelis            | Romero                                 |
| Riccardo Domenici          | Mac Lane                               |
| Mario Castellani           | Judge Ham                              |
| Mimmo Poli                 | Barman                                 |
| Franco Castellani          | Woodie                                 |
| Brizio Montinaro           | Charlie Dixon                          |
| Franco Marletta            | Bill                                   |